# Eugène Constant (aviron)
Pour le photographe, voir Eugène Constant.
Eugène Louis Constant, né le 8 janvier 1901 à Boulogne-sur-Mer et mort le 22 octobre 1970 à Boulogne-sur-Mer, est un rameur français pratiquant l'aviron.

## Biographie
Membre de l’Émulation nautique de Boulogne, dont il devient plus tard le président, Eugène Constant devient champion de France d'aviron de deux de pointe et médaillé de bronze aux championnats d'Europe en 1923. 
L'année suivante, il conserve son titre français en deux de pointe et rajoute à son palmarès national un titre en quatre de pointe. Il participe aux épreuves d'aviron aux Jeux olympiques d'été de 1924 à Paris et remporte la médaille d'argent du quatre avec barreur avec ses coéquipiers. Il termine aussi quatrième du deux avec barreur.
De nouveau champion de France -pour la quatrième fois en quatre ans- en quatre de pointe en 1926, il devient par la suite vice-président de la Fédération française d'aviron. 
En dehors de l'aviron, Eugène Constant est entrepreneur en bâtiment jusqu'à sa mort, en octobre 1970 à Boulogne-sur-Mer.